# Ureibe bei Steibis

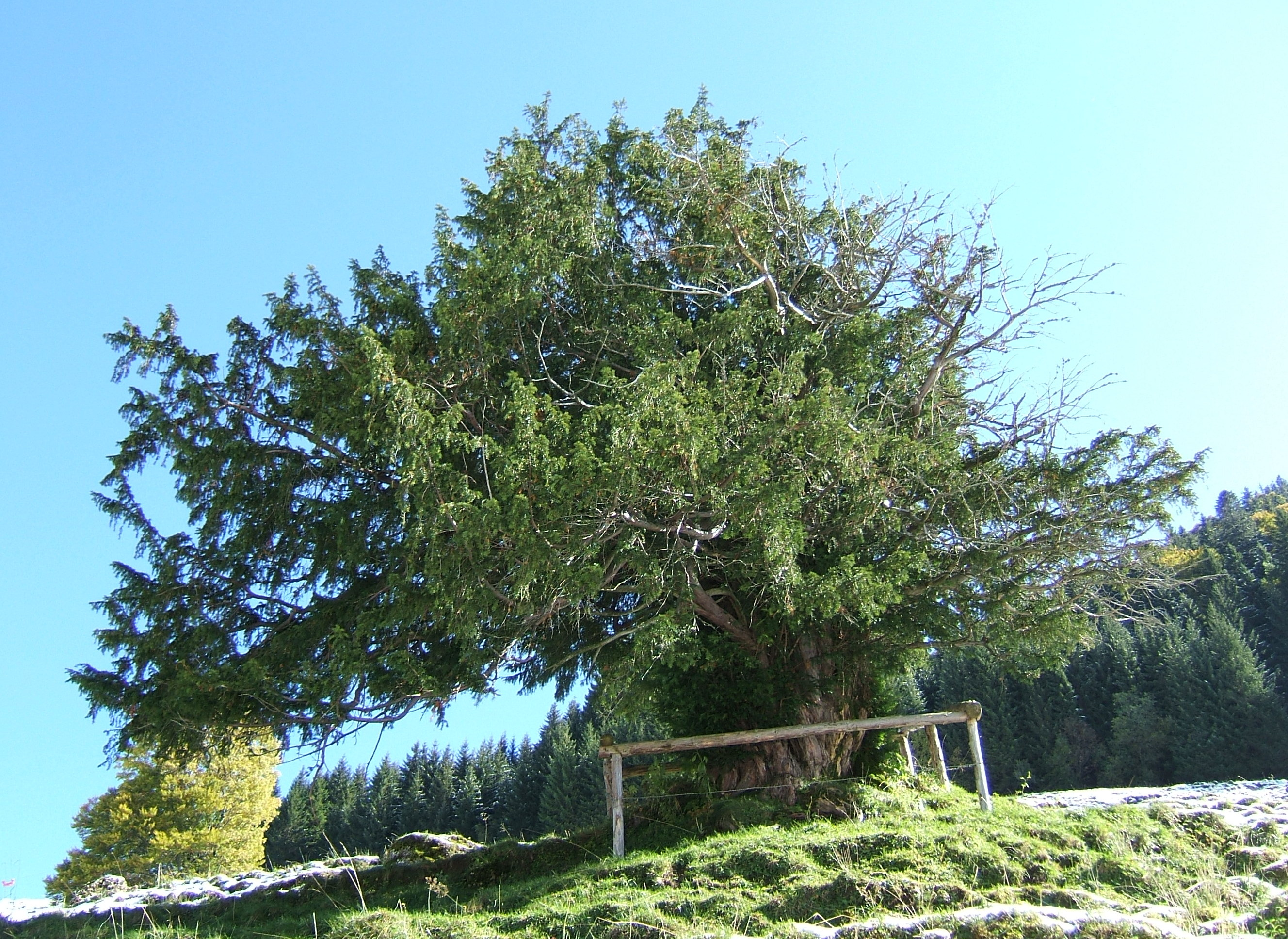
Die Ureibe von der Talseite

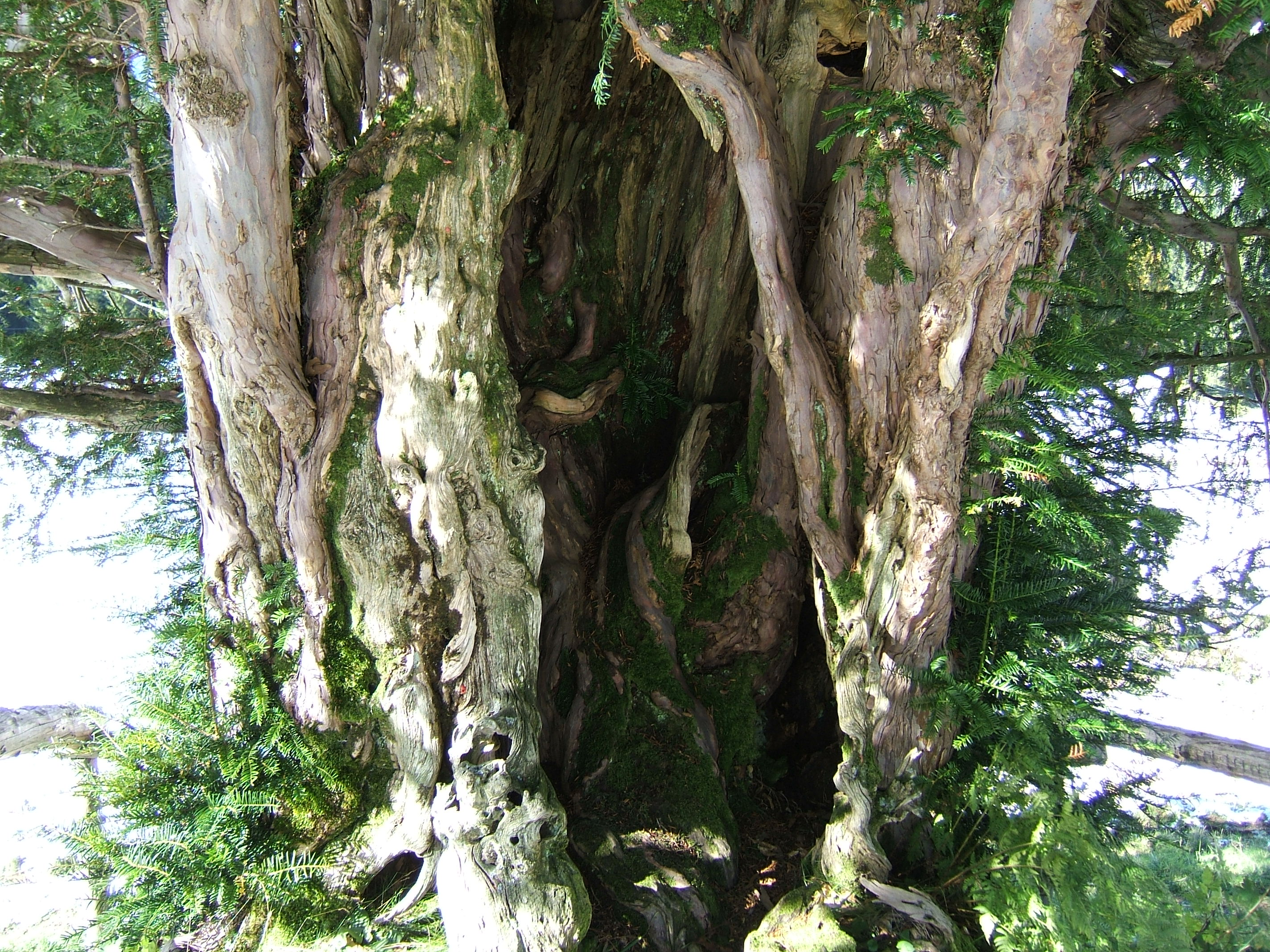
Hohler Stamm der Ureibe

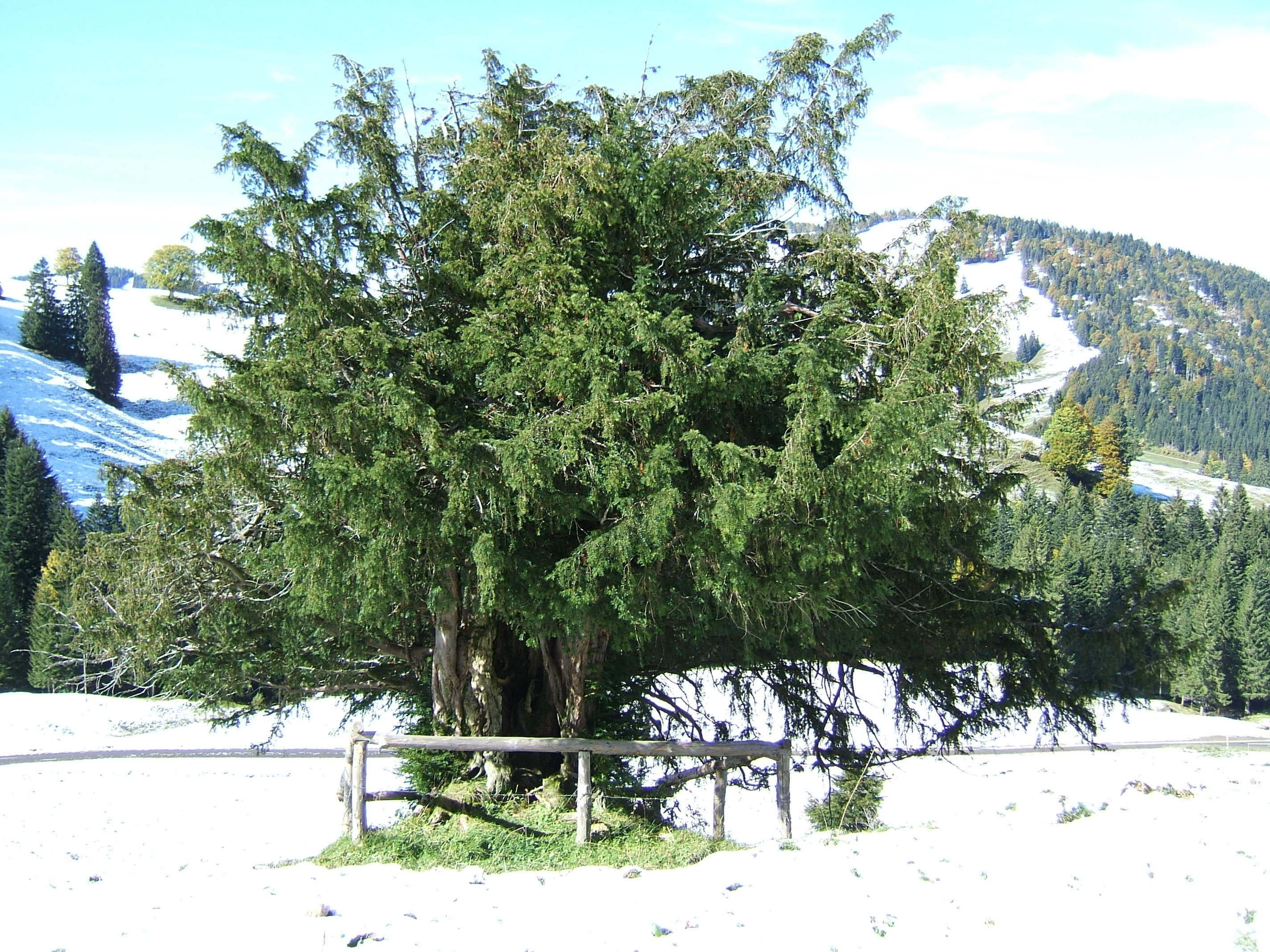
Die Ureibe von der Bergseite

Die Ureibe bei Steibis steht südöstlich von Steibis, einem Ortsteil des Markts Oberstaufen im Landkreis Oberallgäu. Die Ureibe ist wahrscheinlich einer der ältesten Bäume Deutschlands.

## Beschreibung
Bei der Ureibe handelt es sich um ein weibliches Exemplar der Europäischen Eibe (Taxus baccata). Sie besitzt einen kurzen, kompakten Stamm mit einem Umfang von rund 5 Metern, der in der Mitte hohl ist. Aus diesem Stamm entspringen eine Vielzahl von Ästen, die eine sehr weitausladende Krone bilden. Die Ureibe besitzt für ihr Alter eine sehr vitale Benadelung und bildet jedes Jahr reichlich Früchte.

## Standort
Die Ureibe steht am Nordhang des Seelekopfes oberhalb der Unteren Lauchalpe. Sie wächst in einer Alpwiese nahe dem Normalweg zum Hochgrat und zum Staufner Haus auf einer Höhe von 1070 m ü. NN. Die Ureibe stockt auf einem nährstoffreichen Boden über kalkhaltigem Nagelfluhgestein.

## Alter
Da die Ureibe einen hohlen Stamm hat, kann ihr Alter nicht direkt durch eine Jahrringanalyse anhand eines Bohrspans ermittelt werden. Der Standort der Ureibe auf knapp 1.100 Meter bedingt eine kurze Vegetationszeit und eine niedrige Jahresmitteltemperatur und damit eine geringere Wachstumsrate als bei Bäumen im Flachland. Deswegen ist der große Stammumfang der Ureibe umso bemerkenswerter und im Vergleich mit anderen Eiben wird ihr Alter auf 600 bis 800 Jahre geschätzt. Ein sicheres Zeichen ihres hohen Alters ist auch der hohle, stark zerklüftete Stamm.